# وزارة التعليم (أفغانستان)
وزارة التعليم الأفغانية (بالبشتوية: د پوهني وزارت افغانستان)‏ (بالفارسية: وزارت معارف افغانستان) هي وزارة مخطط ومدير لجميع المدارس الحكومية والنظام التعليمي في أفغانستان، والوزير الحالي لهذه الوزارة هو حبيب الله آغا. 

## وصلات خارجية
الموقع الرسمي للوزارة